# Midde Hamrin
Ingrid Marie-Louise Hamrin, detta Midde (Göteborg, 19 aprile 1957), è un'ex maratoneta ed ex cestista svedese.

## Biografia

### Atletica leggera
Ha partecipato alla maratona dei campionati del mondo 1983 di Helsinki, chiudendo in 43ª posizione, ed a quella dei Giochi olimpici di Los Angeles 1984, terminata al 18º posto.

### Basket
Con la Svezia ha disputato i Campionati europei del 1978.